# Abeuradors de Concabella
Els Abeuradors de Concabella és una obra de Concabella, al municipi dels Plans de Sió (Segarra), inclosa a l'Inventari del Patrimoni Arquitectònic de Catalunya.

## Descripció
Estan situats a un dels carrers vertebradors del nucli, adossats a un mur juntament amb una font. Estan formats per dues piques realitzades amb lloses de pedra, per sobre de les quals apareix una franja semicircular de pedra com a únic element decoratiu. A la dreta dels abeuradors, trobem una font amb la data de 1825, envoltada per una franja decorativa realitzada amb maó. Estan ben restaudades.